# Arcádio
Flávio Arcádio (em latim: Flavius Arcadius Augustus; 377 - 1 de maio de 408) foi um imperador romano do Oriente de 395 até sua morte. Natural da Hispânia, era filho do imperador Teodósio I (r. 378–395) e sua esposa Élia Flacila (r. 378–385) e irmão do futuro também imperador Honório (r. 395–423). Esteve associado desde 383 ao império, com a idade de 6 anos, e recebe o título de augusto. Ele foi nomeado cônsul três vezes em 385, 392 e 394. Instruído na religião cristã por vários professores de grande renome como o retórico Temístio ou o diácono Arsênio que será canonizado, Arcádio vai revelar-se um príncipe fraco sob a influência de vários membros de sua comitiva.
Com a morte de seu pai em 395, adquiriu a porção Oriental do Império Romano, com a sua capital Constantinopla e Honório recebe o Ocidente. É a divisão do Império mas esta será definitiva. Porém durante todo seu reinado esteve sob controle de seus ministros. Pois com efeito, estes dois soberanos inexperientes não são mais do que observadores por de trás dos quais se escondem os dois verdadeiros mestres do império, o primeiro deles, Rufino, a Este foi assassinado num complô talvez arquitetado por Estilicão que era importante a Oeste. O segundo, Eutrópio, adquiriu proeminência após realizar campanha contra os hunos em 397. Ele manteve-se no controle do império até ser deposto no contexto das revoltas góticas de Tribigildo e Gainas em 399.
Ambicionando o trono, Gainas arquitetou conspirações na corte, porém ao ser descoberto provocou um massacre dos godos da capital e foi obrigado a fugir para a Ásia, onde foi morto pelos hunos. Em 400, com sua nomeação como augusta, Élia Eudóxia, a esposa do imperador, tornou-se o novo poder atrás do trono. Durante o seu domínio, a corte veio a presenciar o seu confronto com o então patriarca de Constantinopla João Crisóstomo, que acabou sendo deposto. A partir de 404, o novo poder atrás do trono foi o prefeito pretoriano do Oriente Antêmio, que controlou o império até à morte do imperador em 408.

## Biografia

### Primeiros anos

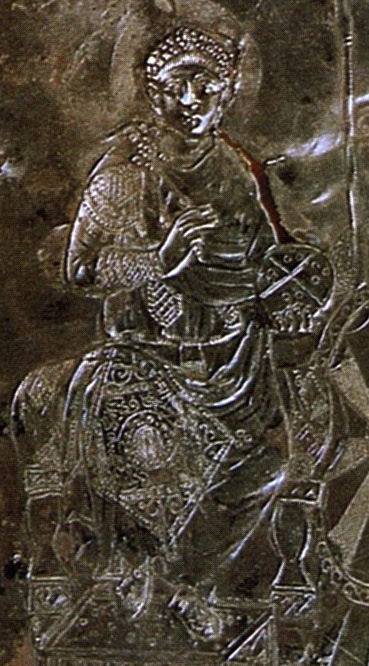
Arcádio retratado no Missório de Teodósio

Arcádio nasceu ca. 377, na Hispânia. Era filho mais velho do imperador Teodósio I (r. 378–395) e Élia Flacila (r. 378–385) e irmão de Honório (r. 393–423). Teodósio começou a educar o filho na arte do governo desde muito jovem; o seu precetor foi Arsênio, o Grande, que foi enviado a Constantinopla em 383 a pedido de Teodósio e permaneceu muitos anos junto da família imperial, ou Temístio, que foi nomeado prefeito urbano da capital pelo imperador. Aos 6 anos, em janeiro de 383, foi declarado augusto e co-regente da porção oriental do Império Romano.
Em 385, ao lado de Bautão, foi nomeado cônsul. No final dos anos 380, quando partiu em sua campanha contra Magno Máximo (r. 383–388), Teodósio I deixou Arcádio em Constantinopla sob tutela do recém-nomeado prefeito pretoriano do Oriente Eutôlmio Taciano. Esta nomeação inaugurou uma longa série de regências para Arcádio. Em 392, em decorrência de intrigas cortesãs, Eutôlmio Taciano foi destituído de seu posto pelo imperador e substituído por Rufino, que no mesmo ano também o nomeou cônsul com Arcádio.

### Mandato de Rufino

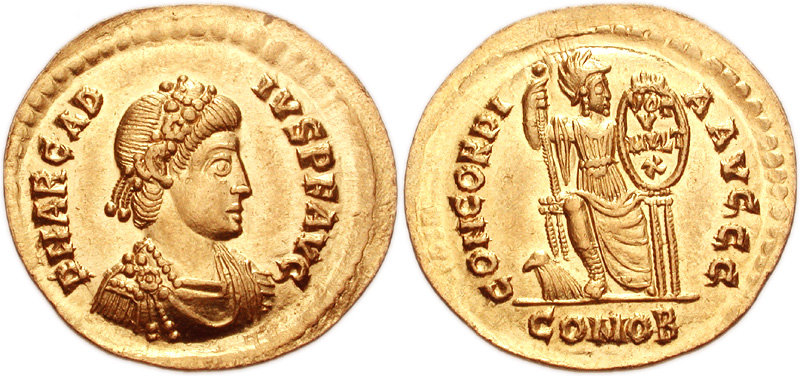
Soldo de Arcádio r.

Em 393, quando os assuntos ocidentais novamente demandaram a atenção de Teodósio, ele viu a oportunidade de tomar controle de ambas as porções do império e, ao mesmo tempo, também nomear Honório como imperador. Com os pensamentos nesta direção, nomeou Honório augusto e partiu junto dele para o ocidente. Depois, em 394, nomeou-o cônsul ao lado de Arcádio e deixou o último novamente sob tutela de Rufino. Com a morte de seu pai em 17 de janeiro de 395, o Império Romano foi dividido definitivamente em duas porções: uma Ocidental, governada por Honório, e outra Oriental, governada por Arcádio. Como monarca, Honório foi controlado pelo mestre dos soldados (magister militum) de origem vândala Estilicão, enquanto Arcádio pelo cônsul Rufino.
Em abril de 395, Arcádio casou-se com Élia Eudóxia, a filha de Bautão. Tal evento se deve à intervenção de Eutrópio, rival de Rufino, que o impediu de casar com sua antiga pretendente, a filha do prefeito pretoriano. Mais adiante neste ano, Rufino foi assassinado em um complô possivelmente arquitetado por Estilicão. O último foi acusado por alguns de querer o controle de ambos os imperadores, e é possível que tenha comprado o oficial gótico Gainas para matá-lo. Embora a prova definitiva do envolvimento de Estilicão no assassinato não exista, a intensa competição e ciúmes político gerado por eles compõem o segmento principal da primeira parte do reinado de Arcádio. Em 396, Arcádio tornou-se novamente cônsul, conjuntamente com Honório.

### Mandato de Eutrópio
Em 395, embora o Império Oriental tivesse se comprometido a pagar altas somas em ouro para aplacar os hunos, eles lançaram ataques aos romanos. Provenientes do Cáucaso, invadiram a Mesopotâmia sassânida e depois avançaram pelo território da Ásia Menor e Síria. Eles foram parados em uma ousada campanha realizada pelo eunuco Eutrópio em 397. Ao mesmo tempo da invasão huna, os visigodos de Alarico I (r. 395–410) ergueram-se em revolta e devastaram a Mésia, Macedônia e Trácia, avançando próximos aos muros de Constantinopla. Dali, marcharam pela Tessália e então para o sul da Grécia (396–397). De modo a conter os insurgentes góticos, Arcádio nomeou Alarico mestre dos soldados da Prefeitura pretoriana da Ilíria.
Nesta época, com a morte de Rufino, Eutrópio tornou-se o novo conselheiro do Arcádio e o verdadeiro poder atrás do trono. Durante estes anos, em todos os verões, Arcádio ausentou-se da capital rumo a Ancira, na Galácia, por sugestão de Eutrópio. Em 397/398, devido a seu sucesso contra os hunos, e com o apoio adquirido com a posse de João Crisóstomo como patriarca em 398, tornou-se cônsul e recebeu a dignidade de patrício em 399.
Durante seu mandato, Estilicão manteve sua pretensão de controle da metade oriental do império. Eutrópio, nesse meio tempo, apoiou uma revolta na província da Mauritânia Cesariense do conde Gildão, porém tal empreitada fracassou e isso auxiliou em sua derrocada. Revoltas fomentadas por rebeldes ostrogóticos liderados por Tribigildo foram a causa maior de sua deposição. Tribigildo, que estava aliado com o general gótico Gainas, aceitou o fim das revoltas em troca da remoção de Eutrópio, uma exigência inclusive apoiada pela esposa de Arcádio, Élia Eudóxia (r. 395–404).

### Domínio de Élia Eudóxia

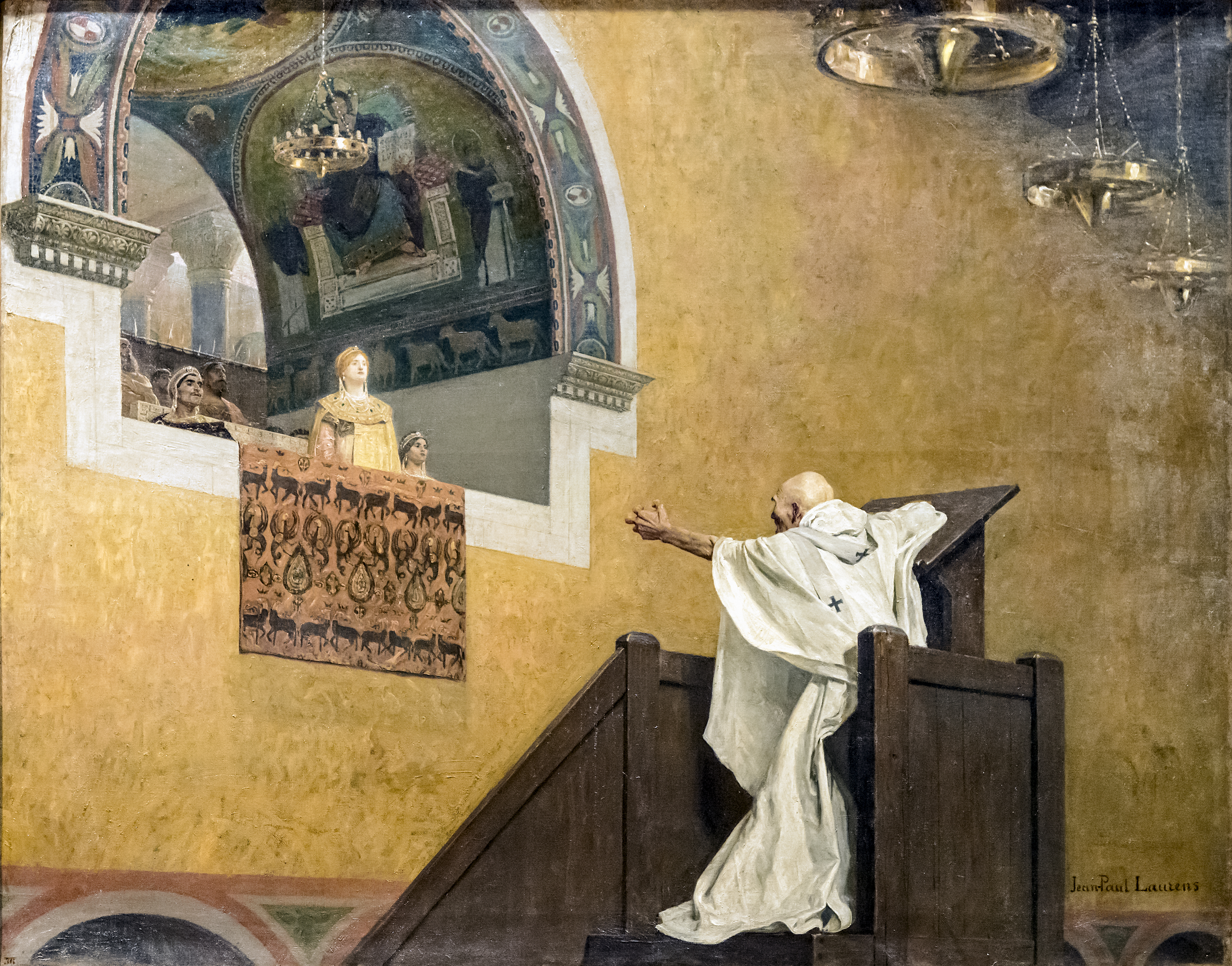
Crisóstomo e Élia Eudóxia. c. 1880, por Jean-Paul Laurens

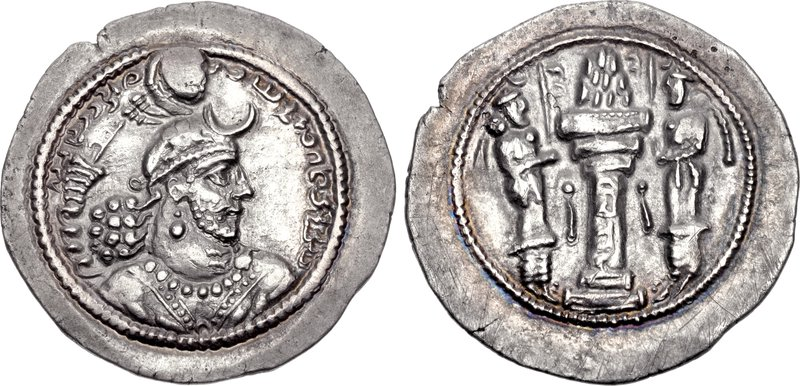
Dracma de r.

Um possível sucessor de Eutrópio foi o prefeito pretoriano do Oriente Aureliano, porém ele foi deportado por Gainas que ambicionava o trono. Em 400, uma série de godos federados estabelecidos na capital foram massacrados e os sobreviventes entraram em fuga sob o comando de Gainas para a Trácia, onde foram rastreados e abatidos pelas tropas imperiais e Gainas foi mandado para a Ásia onde os hunos o mataram; o rei Uldes (r. 390–411) enviou sua cabeça como presente para Arcádio. Tal episódio ocorreu após uma tentativa de golpe arquitetada por Gainas. A principal fonte ao caso é um documento de 400 de Sinésio de Cirene, Aegyptus sive de providentia, uma alegoria egipcianizada que personifica um relato encoberto dos eventos. O De regno de Sinésio, alegadamente dirigido a Arcádio, contém um discurso inflamado contra os godos.
Em janeiro de 400, Élia Eudóxia foi nomeada augusta o que ampliou seu campo de influência sob o imperador, principalmente pois havia lhe dado cinco filhos (Flacila, Pulquéria, Arcádia, Marina e Teodósio II). Ela tornou-se, portanto, o novo poder atrás do trono. Em 401, os visigodos de Alarico I abandonaram a Ilíria em direção à Itália e 402, um consulado conjunto foi selado entre Honório e Arcádio. No mesmo ano, Arcádio nomeou o xá sassânida Isdigerdes I (r. 399–420) como o protetor legal de Teodósio II.[b]
A influência de Eudóxia foi fortemente contestada por João Crisóstomo, que achava que ela havia usado a riqueza de sua família para obter controle sobre o imperador. Eudóxia usou sua influência para inflamar a hostilidade entre o clero contra Crisóstomo. Agindo sob intermédio do patriarca alexandrino Teófilo I (r. 385–412), um sínodo foi convocado pelo imperador em 403 e como resultado João Crisóstomo foi deposto e forçado ao exílio, no entanto, a agitação foi tanta que dias depois o bispo foi convocado de volta. A rivalidade de Eudóxia e Crisóstomo continuou até sua deposição final em 404. Neste mesmo ano Élia Eudóxia faleceu num aborto espontâneo.

### Mandato de Antêmio

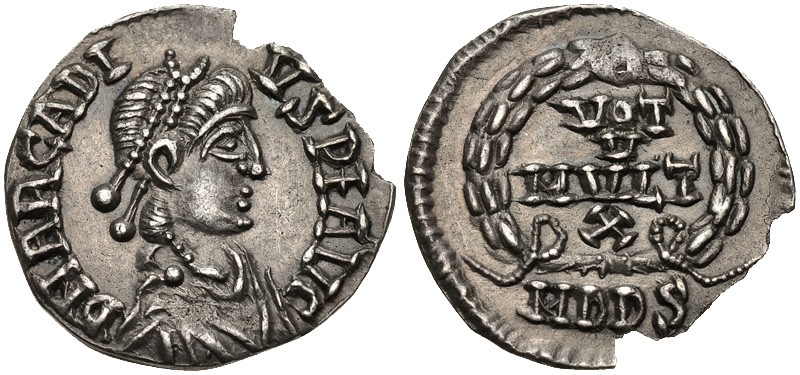
Síliqua de Arcádio

Arcádio foi dominado pelo resto de seu reinado pelo prefeito pretoriano do Oriente Antêmio; ele trabalhou para acabar com abusos governamentais, assim como ampliar a cristianização e a defesa do Oriente contra-ataques. Leis contra o paganismo, judaísmo e heresias foram aprovadas e a paz foi selada com o Ocidente, especialmente depois da criação de um consulado conjunto entre Antêmio e Estilicão em 405. Ele combateu, sob comando de tropas góticas, as tribos isáurias que estavam desde 403 causando estragos nas províncias da Ásia Menor, e fortificou os muros de Constantinopla.
Nessa época, os relatos a respeito do imperador são bastante irregulares, e ele parece ter desaparecido completamente, pelo menos simbolicamente, do cenário político, embora se saiba que tornou-se cônsul em 406 ao lado de Anício Petrônio Probo. Ele faleceu em 1 de maio de 408, aos 31 anos, de causas desconhecidas. Foi sucedido por seu filho Teodósio II (r. 408–450).

## Características e legado

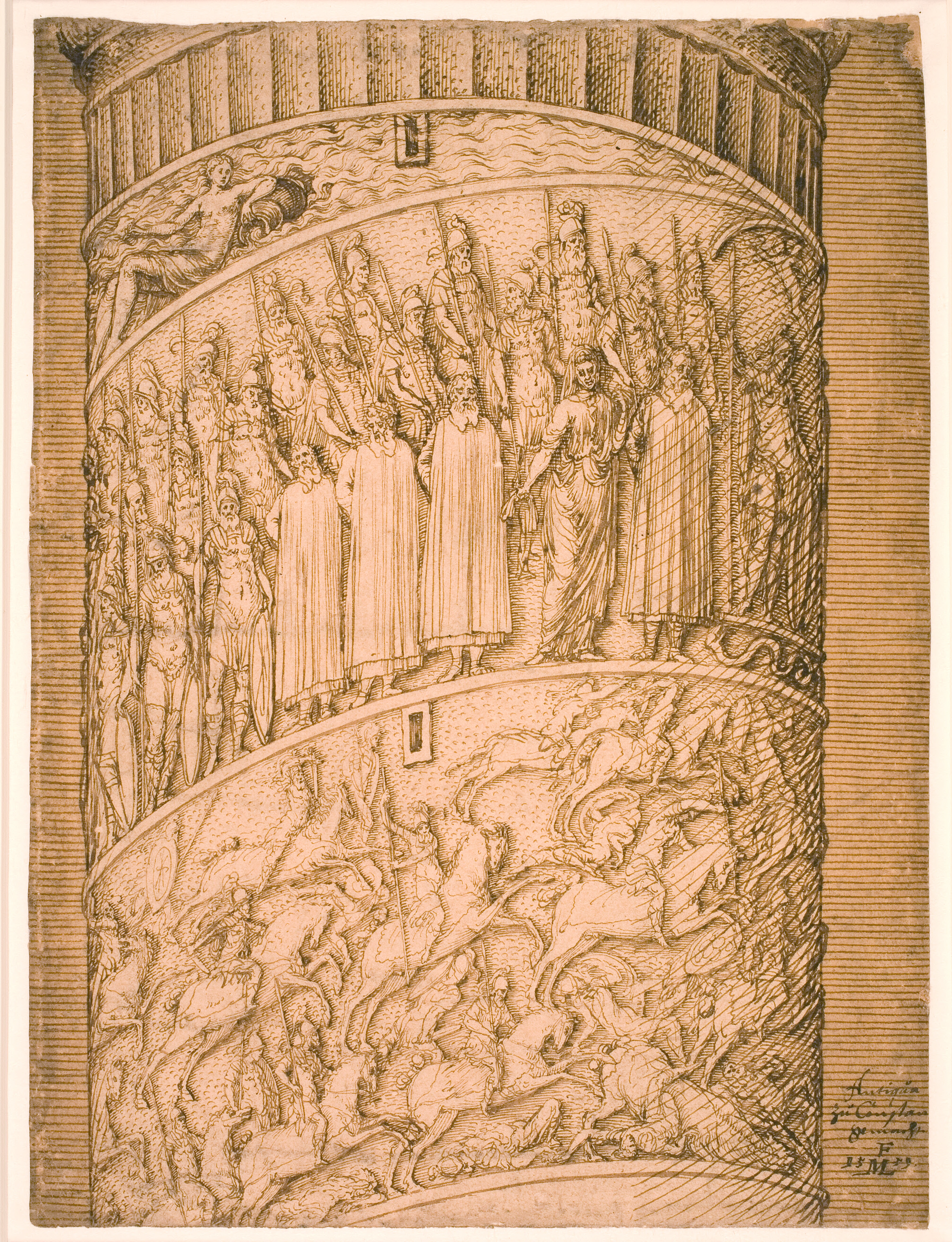
Desenho ilustrando parte dos frisos da Coluna de Arcádio

Segundo os relatos, Arcádio era fisionomicamente baixo, magro e de compleição escura. Um monarca mais preocupado com sua aparência de cristão devoto do que com os assuntos políticos e militares, foi durante todo seu reinado dominado por seus ministros. Porém, apesar de sua ineficiência, várias mudanças significativas ocorreram neste momento. A primeira delas foi a ênfase dada à "piedade do imperador", que veio a tornar-se uma importante característica da monarquia bizantina. A segunda foi o crescente distanciamento da figura do imperador da vida pública, até mesmo dentro da capital, o que reflete práticas cortesãs tipicamente "orientalizantes" que enfatizam a separação simbólica do monarca com o resto da sociedade. Diz-se, inclusive, que em certa ocasião as pessoas vieram correndo para ver o imperador pela primeira vez quando estava rezando em uma igreja.
O maior tema de seu reinado foi a ambivalência sentida por proeminentes indivíduos e as partes da corte que se formaram e se reagruparam em torno dos bárbaros, que na capital nesta época significou godos. Seja pelo racismo ou pelo medo, esta situação levou o governo a adotar uma posição dura contra os oficiais germânicos, o que inibiu que alcançassem funções proeminentes nas fileiras do exército, diferente do ocorrido no Ocidente do século V. Isso também encorajou os monarcas sucessores de Arcádio a adotarem duras medidas contra outros povos, em especial os isáurios, hunos e persas.
Talvez a mudança mais importante deste período foi a separação cultural e política entre o Oriente e Ocidente. Após a morte de Teodósio, o Império Romano foi definitivamente dividido sob seus filhos e nunca mais voltou a unir-se. Além disso, Constantinopla figurou como um dos principais centros do mundo romano. O imperador raramente deixou-a e os oficiais palacianos tornaram-se cada vez mais influentes. Ela adquiriu monopólio na cunhagem das moedas imperiais,[c] tornou-se um arcebispado e sob influência de Crisóstomo e outros oficiais eclesiásticos adquiriu primazia no Oriente. Outrossim, construções públicas e privadas embelezaram e aumentaram-a: entre as construções proeminentes está um fórum novo construído em nome do imperador na sétima colina de Constantinopla, o Xerólofo (Xerolophos), no qual uma coluna foi iniciada para comemorar sua vitória sobre Gainas.
| “ | Como um todo, a era de Arcádio foi mais importante que o próprio Arcádio. Ele talvez tinha as pretensões de seu pai, mas nenhuma das habilidades ou poderes necessários para deixar sua marca no império. | ” |
|   | — Geoffrey S. Nathan, Universidade da Califórnia em Los Angeles. |   |

### Filhos
Élia Eudóxia e Arcádio tiveram, pelo que sabe-se, cinco filhos:
- Flacila (n. 17 de junho de 397);[26]
- Pulquéria (19 de janeiro de 399 – julho de 453);[27]
- Arcádia (3 de abril de 400 – 444);[28]
- Teodósio II (10 de abril de 401 – 28 de julho de 450);[29]
- Marina (10/11 de fevereiro de 403 – 3 de agosto de 449).[30]